# Sugilite

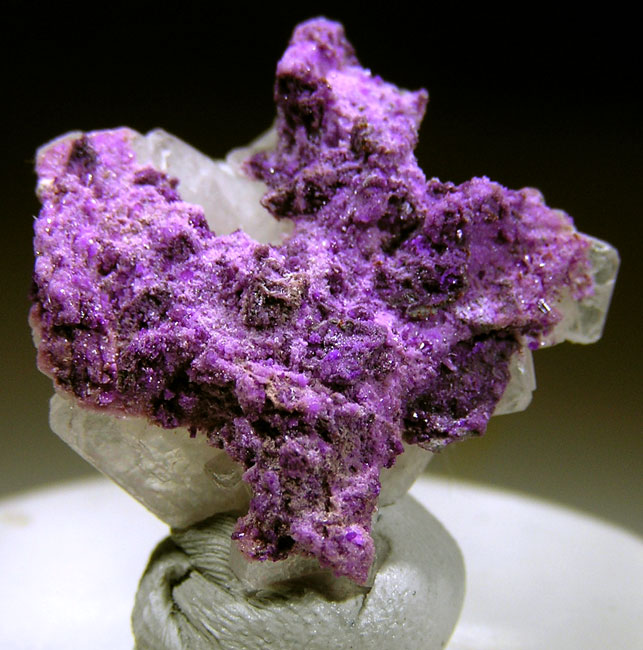
Un riche feuilletage de sugilite violette sur une matrice de cristaux de baryte (taille : 2.4 cm x 2.1 cm x 1.2 cm) extrait de la mine de Wessels dans la Province du Cap en Afrique du Sud

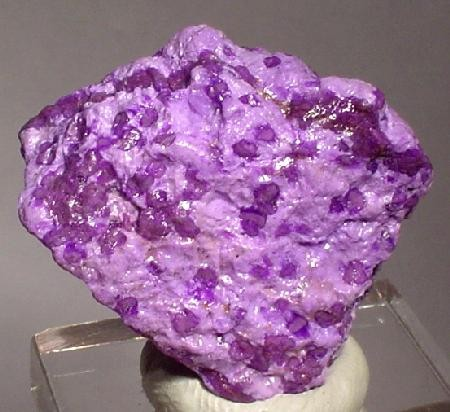
Gemme de sugilite extraite de la mine de Wessels dans la Province du Cap en Afrique du Sud

La sugilite, parfois également appelée luvulite, est une variété relativement rare de cyclosilicate de couleur rose à violette, considérée comme une pierre ornementale utilisée dans les bijoux et objets d'art.

## Composition
La sugilite est un minerai de cyclosilicate de formule chimique KNa2(Fe,Mn,Al)2Li3Si12O30 et de système cristallin hexagonal.
Les cristaux de sugilite sont rares, et se trouvent en général dans une forme massive. La sugilite est d'une dureté de 5,5 à 6,5 sur l'échelle de Mohs et d'une densité de 2,75 à 2,80. Elle est la plupart du temps translucide.

## Géologie
La sugilite a été décrite pour la première fois par le pétrologue japonais Sugi Kenichi (1901–1948), qui l'a identifiée dans sur l'îlot Iwagi, au Japon, dans une  intrusion d'aegirine et de syénite. On en trouve dans des environnements semblables au Mont Saint-Hilaire, au Québec.  On l'extrait également de dépôts stratifiés manganeux dans la mise Wessels dans la Province du Cap en Afrique du Sud. D'autres gisements ont été signalés en Italie (en Ligurie et en Toscane), en Australie (Nouvelle-Galles du Sud), et en Inde (Madhya Pradesh).